# Wilfrid Brambell
Henry Wilfrid Brambell (Dublino, 22 marzo 1912 – Westminster, 19 gennaio 1985) è stato un attore irlandese.
È conosciuto per aver interpretato il cenciaiolo Albert Steptoe insieme a Harry H. Corbett nella famosa sitcom della BBC Steptoe and Son e per aver interpretato il nonno di Paul McCartney nel film Tutti per uno.

## Biografia
Brambell nacque a Dublino il 29 marzo del 1912. Era figlio di Henry Brambell, cassiere alla St. James's Gate Brewery, e di Edith Marks, una cantante lirica.
La prima esperienza di Brambell come attore avvenne da bambino, quando andava a intrattenere i soldati feriti durante la prima guerra mondiale. Dopo aver lasciato la scuola, lavorò part-time come reporter per l'Irish Times e part-time come attore all'Abbey Theatre, prima di diventare un attore professionista per il Gate Theatre. Recitò anche in spettacoli di repertorio a Swansea, Bristol e Chesterfield.
Durante la seconda guerra mondiale sì unì alla Entertainments National Service Association (ENSA).

### Carriera
La carriera di Brambell iniziò negli anni '20, quando iniziò a lavorare per l'Abbey Theatre. All'inizio degli anni '30, si trasferì a Londra dove continuò la sua carriera da attore.
La sua carriera televisiva iniziò negli anni '50, quando venne scelto per dei ruoli minori in tre produzioni per la BBC di Nigel Kneale e Rudolph Cartier; interpretò un ubriacone in The Quatermass Experiment, un detenuto in 1984 e quello di un vagabondo in Quatermass II. Successivamente, interpretò Jacob, un immigrato est europeo venditore di giornali a Parigi, in un episodio di Maigret.
Tutti questi ruoli fecero guadagnare a Brambell la reputazione di interprete di personaggi anziani, nonostante avesse cinquant'anni.
Brambell apparve in un episodio della serie di cortometraggi Scotland Yard. Interpretò il ruolo di Bill Gaye nel film I figli del capitano Grant.
Brambell ha anche partecipato a opere teatrali. Nel 1966, interpretò Ebenezer Scrooge in una versione teatrale del Canto di Natale di Dickens. L'opera venne adattata per la radio nello stesso anno e trasmessa sulla BBC Light Programme. Inoltre, nel 1971, ha recitato nell'opera The Banana Box di Eric Chappell, dove ha interpretato Rooksby.

### Steptoe and SoneTutti per uno
L'abilità di Brambell nell'interpretare personaggi anziani portò l'attore a interpretare il suo personaggio più famoso e ricordato, cioè Albert Steptoe nella serie Steptoe and Son. Albert Steptoe era l'irascibile padre sessantenne (Brambell all'inizio della serie aveva 49 anni) di Harold Steptoe, interpretato da Harry H. Corbett. La serie andò in onda dal 1962 al 1974. Dalla serie vennero tratti due film, uno spettacolo teatrale e una versione americana della serie chiamata Sanford and Son.
Il successo di Steptoe and Son rese Brambell una figura di spicco della televisione britannica, e ciò gli valse il ruolo del nonno di Paul McCartney nel primo film dei Beatles Tutti per uno, del 1964. Nel film c'è una gag ricorrente sul nonno di Paul dove viene detto che è "un vecchio molto pulito", in contrasto a come veniva definito in Steptoe and Son, cioè "uno sporco vecchiaccio".

### Carriera successiva
Dopo l'ultima stagione di Steptoe and Son, Brambell interpretò quasi esclusivamente ruoli secondari. Nel 1977, lui e Corbett intrapresero una tournée di uno spettacolo basato su Steptoe and Son in Australia e Nuova Zelanda. I due attori apparvero insieme per l'ultima volta nel 1981, in una pubblicità per la marca di caffè solubile britannica Kenco.
Nel 1982 apparve nel cortometraggio Death and Trasfiguration di Terence Davies, dove interpreta un anziano morente che fa finalmente i conti con la sua omosessualità.

## Vita privata

### Relazioni
Brambell sposò Molly Hall nel 1948, con cui rimase sposato fino al 1955. I due divorziarono quando la moglie diede alla luce il figlio del loro inquilino.

### Orientamento sessuale
Nel 1962, Brambell venne arrestato a Shepherd's Bush per aver insistentemente importunato un uomo in un bagno, ma venne rilasciato. Anni dopo venne dichiarato che Brambell era omosessuale, ma lo stesso Brambell dichiarò: "Io non sono omosessuale... Il solo pensiero mi disgusta."

## Morte
Wilfrid Brambell morì di cancro nella sua casa a Westminster il 19 gennaio 1985, a 72 anni.

## Filmografia parziale

### Cinema
- Fuggiasco (Odd Man Out), regia di Carol Reed (1947)
- La sciarpa verde (The Green Scarf), regia di George More O'Ferrall (1954)
- Dry Rot, regia di Maurice Elvey (1956)
- La storia di Esther Costello (The Story of Esther Costello), regia di David Miller (1957)
- Serious Charge, regia di Terence Young (1959)
- Urge to Kill, regia di Vernon Sewell (1960)
- I figli del capitano Grant (In Search of the Castaways), regia di Robert Stevenson (1962)
- 5 ore violente a Soho (The Small World of Sammy Lee), regia di Ken Hughes (1963)
- Le tre vite della gatta Tomasina (The Three Lives of Thomasina), regia di Don Chaffey (1964)
- Tutti per uno (A Hard Day's Night), regia di Richard Lester (1964)
- Un priore per Scotland Yard (Crooks and Cloisters), regia di Jeremy Summers (1964)
- Mano di velluto, regia di Ettore Fecchi (1966)
- Il grande inquisitore (Witchfinder General), regia di Michael Reeves (1968)
- Infanzia, vocazione e prime esperienze di Giacomo Casanova, veneziano, regia di Luigi Comencini (1969)
- Per amore ho catturato una spia russa (To Catch a Spy), regia di Dick Clement (1971)
- Porca vacca mi hai rotto... (Steptoe and Son), regia di Cliff Owen (1972)
- Porca vacca mi hai rotto... 2 (Steptoe and Son Ride Again), regia di Peter Sykes (1973)
- Le avventure di Picasso (Picassos äventyr), regia di Tage Danielsson (1978)
- The Terence Davies Trilogy, regia di Terence Davies (1976-1983) – cortometraggi
- Sword of the Valiant - The Legend of Sir Gawain and the Green Knight, regia di Stephen Weeks (1984)

### Televisione
- The Quatermass Experiment – serie TV, 1 episodio (1953)
- 1984, regia di Rudolph Cartier – film per la televisione (1954)
- Quatermass II – serie TV, 1 episodio (1955)
- Lancillotto (The Adventures of Sir Lancelot) – serie TV, 1 episodio (1957)
- Robin Hood (The Adventures of Robin Hood) – serie TV, 2 episodi (1957)
- Bleak House – serie TV, 3 episodi (1959)
- Scotland Yard – serie TV, 1 episodio (1961)
- Steptoe and Son – serie TV, tutti gli episodi (1962-1965, 1970-1974)
- Alice in Wonderland, regia di Jonathan Miller – film per la televisione (1966)
- Sono io, William! (Just William) – serie TV, 1 episodio (1977)
- Creature grandi e piccole (All Creatures Great and Small) – serie TV, 1 episodio (1978).